# Matāʻutu
Mata-Utu (Tiếng Wallis: Matāʻutu) là thủ phủ của Lãnh thổ Wallis và Futuna thuộc Pháp ở Châu Đại Dương. Nằm trên hòn đảo Wallis (ʻUvea), thuộc quận Hahake. Dân số là 1.191 .
Trung tâm Mata-Utu nổ bật có nhà thờ nhà thờ Matâ'Utu, một di tích quốc gia của Pháp. Trong vùng lân cận, có nhiều nhà hàng, khách sạn, bưu điện, các cung điện của vua Uvéa (một trong ba vương quốc trước đây trên Vùng lãnh thổ này). Không xa thị trấn là những đồn cảnh sát và trung tâm mua sắm. Gần Mata-Utu là hai địa điểm khảo cổ quan trọng: Talietumu và Tonga Toto.

## Địa lý

### Khí hậu
| Dữ liệu khí hậu của Mata-Utu            | Dữ liệu khí hậu của Mata-Utu | Dữ liệu khí hậu của Mata-Utu | Dữ liệu khí hậu của Mata-Utu | Dữ liệu khí hậu của Mata-Utu | Dữ liệu khí hậu của Mata-Utu | Dữ liệu khí hậu của Mata-Utu | Dữ liệu khí hậu của Mata-Utu | Dữ liệu khí hậu của Mata-Utu | Dữ liệu khí hậu của Mata-Utu | Dữ liệu khí hậu của Mata-Utu | Dữ liệu khí hậu của Mata-Utu | Dữ liệu khí hậu của Mata-Utu | Dữ liệu khí hậu của Mata-Utu |
| Tháng                                   | 1                            | 2                            | 3                            | 4                            | 5                            | 6                            | 7                            | 8                            | 9                            | 10                           | 11                           | 12                           | Năm                          |
| --------------------------------------- | ---------------------------- | ---------------------------- | ---------------------------- | ---------------------------- | ---------------------------- | ---------------------------- | ---------------------------- | ---------------------------- | ---------------------------- | ---------------------------- | ---------------------------- | ---------------------------- | ---------------------------- |
| Trung bình ngày tối đa °C (°F)          | 30.3 (86.5)                  | 30.4 (86.7)                  | 30.3 (86.5)                  | 30.3 (86.5)                  | 29.7 (85.5)                  | 29.4 (84.9)                  | 28.9 (84.0)                  | 29.1 (84.4)                  | 29.3 (84.7)                  | 29.5 (85.1)                  | 29.9 (85.8)                  | 30.3 (86.5)                  | 29.8 (85.6)                  |
| Trung bình ngày °C (°F)                 | 27.4 (81.3)                  | 27.5 (81.5)                  | 27.4 (81.3)                  | 27.4 (81.3)                  | 27.0 (80.6)                  | 26.9 (80.4)                  | 26.5 (79.7)                  | 26.6 (79.9)                  | 26.8 (80.2)                  | 26.9 (80.4)                  | 27.1 (80.8)                  | 27.4 (81.3)                  | 27.1 (80.7)                  |
| Tối thiểu trung bình ngày °C (°F)       | 24.4 (75.9)                  | 24.5 (76.1)                  | 24.5 (76.1)                  | 24.4 (75.9)                  | 24.3 (75.7)                  | 24.4 (75.9)                  | 24.0 (75.2)                  | 24.1 (75.4)                  | 24.2 (75.6)                  | 24.2 (75.6)                  | 24.3 (75.7)                  | 24.4 (75.9)                  | 24.3 (75.8)                  |
| Lượng Giáng thủy trung bình mm (inches) | 381.4 (15.02)                | 301.3 (11.86)                | 373.5 (14.70)                | 287.6 (11.32)                | 258.4 (10.17)                | 159.3 (6.27)                 | 186.5 (7.34)                 | 149.9 (5.90)                 | 221.1 (8.70)                 | 330.4 (13.01)                | 322.9 (12.71)                | 350.3 (13.79)                | 3.322,6 (130.79)             |
| Số ngày mưa trung bình                  | 20                           | 19                           | 19                           | 16                           | 16                           | 14                           | 14                           | 14                           | 14                           | 19                           | 17                           | 19                           | 201                          |
| Nguồn: Weatherbase                      |                              |                              |                              |                              |                              |                              |                              |                              |                              |                              |                              |                              |                              |